# Otto Hahn
Otto Hahn, född 8 mars 1879 i Frankfurt am Main i Kejsardömet Tyskland, död 28 juli 1968 i Göttingen i Västtyskland, var en tysk kemist, som pionjär inom atomklyvningen ansedd som "kärnkemins fader", och år 1944 följdriktigt Nobelpristagare i kemi för "...upptäckten av fission av tunga atomkärnor".
Hahn, en man med stor integritet som under andra världskriget satte sig emot förföljelsen av judarna i sitt eget hemland och senare donerade pengar för att förbättra tyskarnas relation med Israel, propagerade efter kriget flitigt emot användningen av sin upptäckt som ett vapen.

## Biografi

### Unga år
Hahn växte upp som yngste son till Heinrich Hahn, en välbärgad glasmästare, och Charlotte Hahn, född Giese. Tillsammans med sina bröder Karl, Heiner och Julius levde Otto i en skyddad miljö hemma i Frankfurt. Familjen levde gott, mycket tack vare den "bygg-boom" tyskarna upplevde efter Preussens annektering av staden 1866 och den därpå följande utvidgningen av Tyska riket som gav glasmästare Hahn möjlighet att expandera sin rörelse. Trots att sonen Otto inte visade något intresse för kemi i skolan; "..kemilektionerna var så tråkiga att jag ständigt var rädd för att somna mitt i dem..", så tilltog ändå hans intresse gradvis för ämnet och snart genomförde han enkla experiment hemma i familjens tvättstuga. Hans far ville att Otto, liksom han själv, skulle studera arkitektur, men sonen gick sin egen väg och menade att hans ambition var att bli kemist inom industrin.
Efter examen på Klinger Oberrealschule i Frankfurt 1897 började Hahn studera kemi och mineralogi vid universitetet i Marburg; detta med fysik och filosofi vid sidan om. Hahn gick med i Studentföreningen för naturvetenskap och medicin, ett studentbrödraskap och en föregångare till dagens Nibelungenbroderskap. Han tillbringade sedan sin tredje och fjärde termin som student under Adolf von Baeyer vid universitetet i München innan han 1901 i Marburg disputerade med avhandlingen "Über Bromderivate des Isoeugenols" (Om bromderivat av isoeugenol), med betyget "Magna cum laude" (ungefär "med stort beröm"). Efter ett års motvillig militärtjänst för den nyutnämnde doktor Hahn återvände han sedan till universitetet i Marburg där han i två år arbetade som assistent åt sin doktorsavhandlingshandledare, professor Theodor Zincke. Här lärde han sig att arbeta systematiskt och med stor noggrannhet, något han skulle få stor nytta av senare under sin karriär. Hahn hade dock vid tiden ännu ingen önskan om att bli forskare; han skulle arbeta inom industrin, men då detta krävde att han kunde utländska språk råddes han av Zincke att resa till England där han lyckats ordna ett jobb åt sin assistent.

### Karriär

#### Tidiga upptäckter

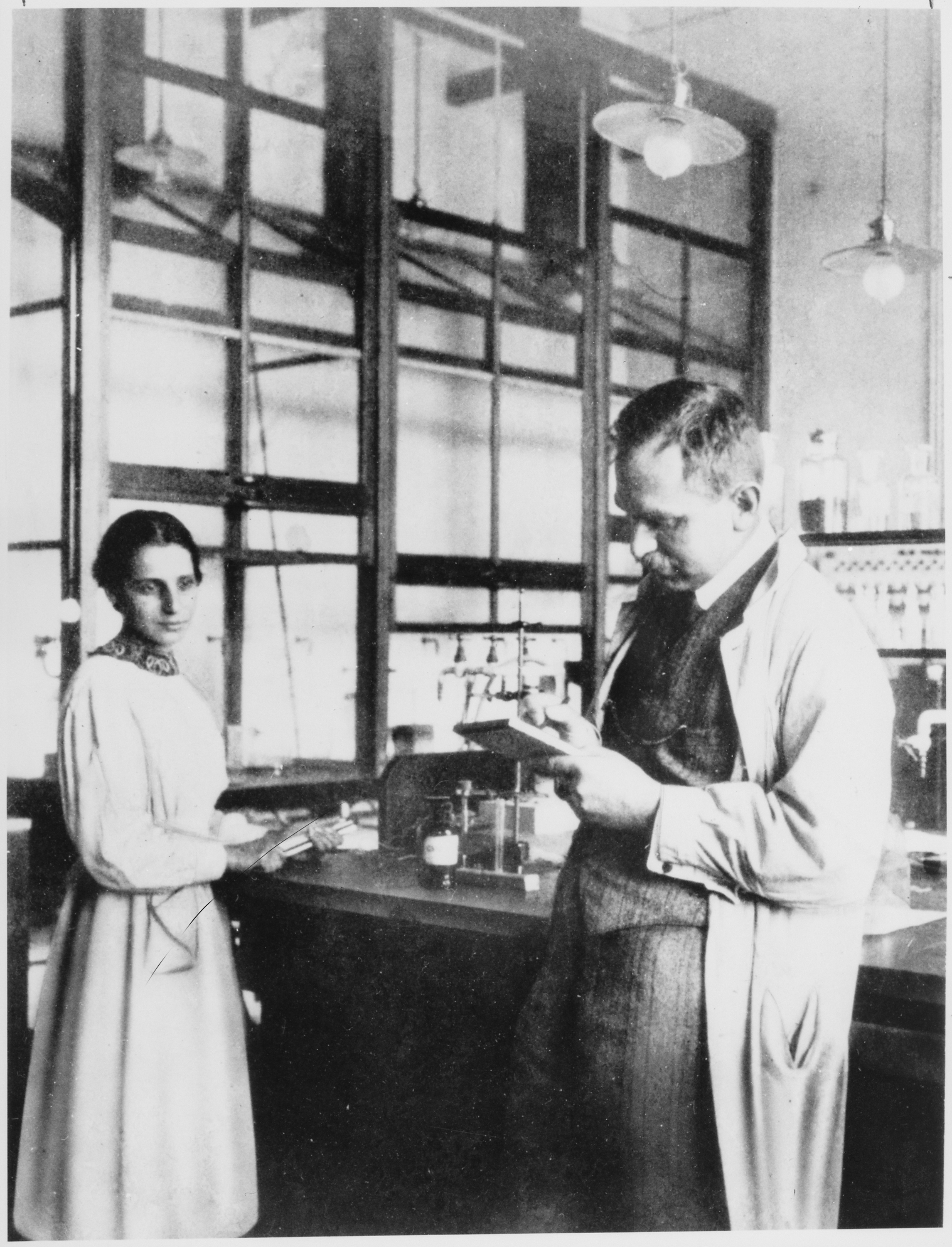
Otto Hahn och Lise Meitner 1913.

För att förbättra sin engelska och skaffa sig nya erfarenheter tackade Hahn år 1904 ja till tjänsten vid University College London under ledning av William Ramsay – känd för att ha upptäckt ädelgaserna och nyligen belönad med Nobelpriset. Hahn fick nu arbeta med radioaktivitet, på den tiden en väldigt nytt område, och såklart överraskande för den då 25 år gamle Hahn då han ju var utbildad organisk kemist. Men ämnet var Ramsays nya intresse som nu spillde över på den nyanställde som fick i uppgift att utvinna radium ur vitt bariumsalt vilket också lyckades via en komplicerad förångning. Hahn kunde dessutom konstatera att också andra radioaktiva ämnen måste ha bildats under processen; ett av dem kallade han "radiotorium" vilket då ansågs vara ett nytt radioaktivt grundämne (i själva verket var det dock en ännu oupptäckt isotop av det redan kända grundämnet torium. Termen "isotop" skulle myntas först år 1913, av den brittiska kemisten Frederick Soddy).
Det fortsatta arbetet med Ramsay och de lyckade experimenten skulle snart visa sig staka ut den unge kemistens bana i livet. "Mr Hahn, du har upptäckt ett nytt radioaktivt ämne. Det här är en utmärkt referens. Därför bör du fortsätta med radioaktivitet." berömde Ramsay (även om han drog en felaktig slutsats att Hahn upptäckt ett nytt ämne) och menade att Berlin var platsen där Hahn kunde utveckla sin forskning för att så småningom bli universitetslektor. Först borde han dock resa till Montréal för att lära sig mer om radioaktivitet, tyckte Ramsay. Hahn lydde rådet och i september 1905 befann han sig i Kanada där han undersökte alfastrålar av radiotorium och radioaktinium tillsammans med Ernest Rutherford. Denne undervisade vid universitet i Montréal och var vid tiden den mest berömda kärnfysikern i världen. Hahn fick här lära sig hur man konstruerar elektroskop för mätning av alfa- och betastrålning med väldigt enkla medel, t.ex. med tomma mat- eller tobaksburkar. Mer komplicerat blev det när de båda brukade metoden för scintillation som gjorde det möjligt att se alfapartiklar i tur och ordning lysa upp som små prickar av ljus, vilket fick eleven Hahn mycket entusiastisk. Under arbetet på universitetet upptäckte Hahn samtidigt två dittills okända radioaktiva ämnen: först radioaktinium och senare torium C, vilket fick Rutherford att mena att "Hahn har en speciell näsa för att upptäcka nya ämnen".
Hahn återvände i oktober 1906 till Tyskland där han började samarbeta med Emil Fischer vid universitetet i Berlin. Fischer ställde en före detta snickeriverkstad till Hahns förfogande att använda som sitt eget laboratorium. Där, inom loppet av några månader år 1907, med hjälp av extremt primitiv apparat, upptäckte Hahn mesotorium I, mesotorium II och modersubstansen till radium: jonium. Under de följande åren fick mesotorium I (egentligen radium-228) stor betydelse eftersom isotopen precis som radium-226 (upptäckt av Pierre och Marie Curie) var idealisk för användning inom medicinsk strålbehandling, men bara hälften så dyr i tillverkningskostnad som r-226. För upptäckten av mesotorium I nominerades Hahn först flera år senare, år 1914, till Nobelpriset i kemi. Något pris blev det dock inte.
I juni 1907 var Hahn kvalificerad nog för att få undervisa vid universitetet i Berlin och i september samma år gjorde han så bekantskap med den unga österrikiska fysikern Lise Meitner. Genast började ett trettioårigt samarbete och livslång nära vänskap mellan de två forskarna. De båda utförde snart undersökningar kring magnetiska spektra och av beta-strålar och dess absorptionsförmåga. Efter att fysikern Harriet Brooks hade observerat en "radioaktiv rekyl" 1904, men tolkat det fel, lyckades Hahn vintern 1908–1909 att härröra rekylen till alfapartikelns utstrålning och tolka den på rätt sätt. Detta var 
'"...en grundläggande, betydelsefull fysikalisk upptäckt med långtgående konsekvenser för senare klargörande av den radioaktiva omvandlingen.",
som fysikern Walther Gerlach senare uttryckte det. Också detta område, hur man bäst kunde utnyttja "den radioaktiva rekylen" för att få fram nya radioaktiva produkter, blev nu något partnerskapet Hahn-Meitner tog sig an.

#### Professor i armén
År 1910 utnämndes Hahn till professor och 1912 blev han chef för Radioaktivitetinstitutionen för det nybildade Kaiser Wilhelm-institutet för kemi i Berlin-Dahlem, ett institut han skulle senare bli direktör för under åren 1928 till 1946. I juni 1911, på en konferens i Stettin (dagens Szczecin, Polen) träffade han på konststudenten Edith Junghans; och knappt två år senare, 22 mars 1913, gifte sig paret i samma stad – där hon också var född. Deras enda barn, Hanno (född 1922), skulle så småningom bli en framstående konsthistoriker och arkitekturforskare men dog redan 1960 i en bilolycka.
Under första världskriget var Hahn inkallad till armén där han tillsammans med James Franck och Gustav Hertz under ledning av Fritz Haber blev satt i en särskild enhet för kemisk krigföring. Här utvecklade, testade och producerade man giftgas för militära ändamål – något som blev en fruktansvärd erfarenhet för Hahn. I december 1916 överfördes Hahn till "Hans Majestäts högkvarter" i Berlin där han kunde återuppta sin radiokemiska forskning. Åren 1917–1918 lyckades han och Lise Meitner isolera "en långlivad aktivitet" som de kallade "proto-aktinium". Redan 1913 hade emellertid Kazimierz Fajans och Göhring isolerat "en kortlivad aktivitet" från uran X2 (senare känd som 234 Pa) och kallat ämnet "brevium". De två händelserna var olika isotoper av samma oupptäckta "grundämne nr 91". Det tog ända till 1949 innan International Union of Pure and Applied Chemistry bekräftade detta nya ämne under det något förkortade namnet protaktinium, och därmed Hahn och Meitner som dess upptäckare.
I februari 1921 publicerade Otto Hahn den första rapporten om sin upptäckt av "uran z" (senare känd som 234 Pa) – det första exemplet på kärnisomeri (då man på kemisk väg avlägsnar en neutron eller proton från en atomkärna). Detta var 
"... en för kärnfysiken långt senare mycket betydande men just då obegriplig upptäckt...",
som Walther Gerlach senare bedömde prestationen. Det dröjde till 1936 innan en annan forskare lyckades ge en teoretisk förklaring av fenomenet kärnteknisk isomeri. För denna upptäckt, vars fulla betydelse erkändes av mycket få, blev Hahn år 1923 åter föreslagen till Nobelpriset i kemi; denna gång genom bland andra Max Planck. Något pris blev det dock inte denna gången heller. Istället blev Hahn på inrådan av Albert Einstein med flera, år 1924 full medlem av Preussiska vetenskapsakademien.

#### Lagar för radiokemi

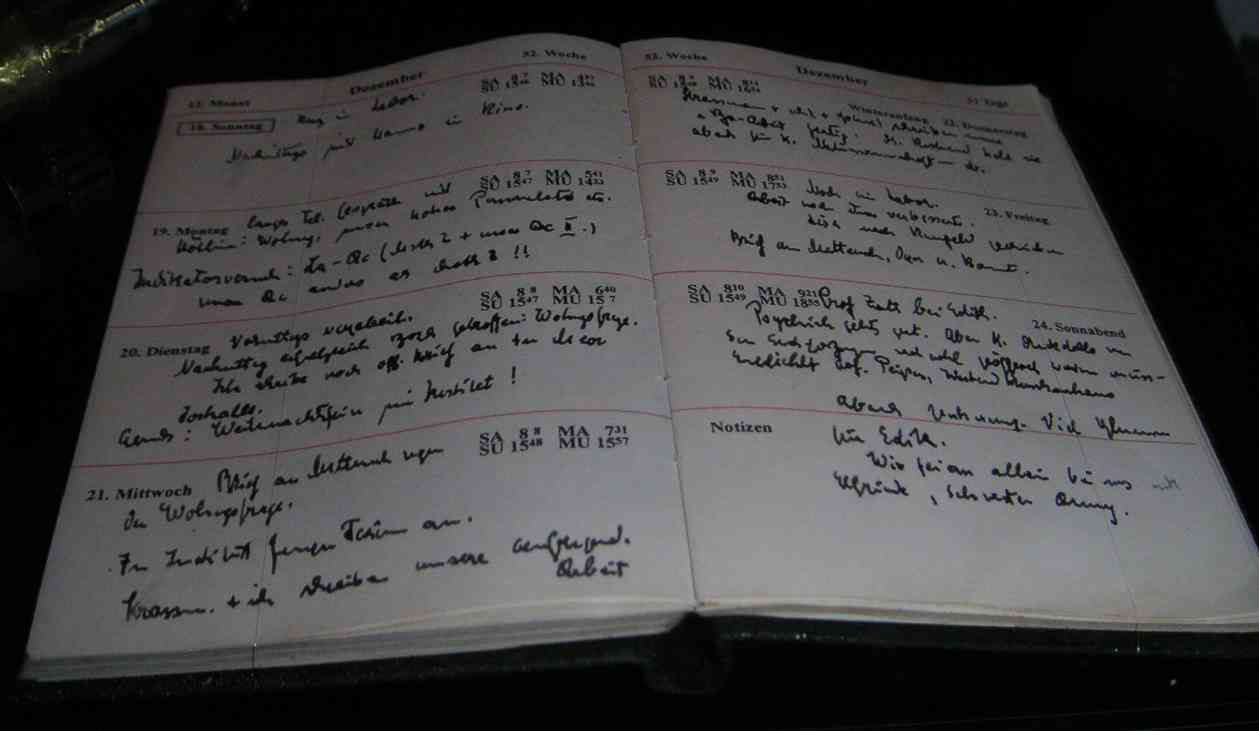
Hahns fickalmanacka från 1938.

I början av 1920-talet skapade Otto Hahn ett nytt arbetsområde. Med hjälp av "emanationsmetoden" (en metod att fastställa egenskaper hos ett ämne med hjälp av radium), som han hade utvecklat, och "emanationsförmågan" (egenskaper hos ämnet, till exempel hur mycket av gasen radon som utstrålas), grundlade han det som blev känt som tillämpad radiokemi – "för forskning av allmänna kemiska och fysikalisk-kemiska frågor". En bok, Applied Radiochemistry, som innehöll föreläsningar av Hahn som gästprofessor vid Cornell University i Ithaca i New York, gavs ut 1936.

#### Upptäckt av kärnklyvning

##### Bakgrund
När neutronens existens i början av 1930-talet slutgiltigt bevisats av britten James Chadwick tog det inte länge innan man förstod nyttan av en partikel som inte hade någon elektronisk laddning. Italienaren Enrico Fermi började att bestråla alla möjliga grundämnen med neutroner och fick på så vis fram flera radioaktiva isotoper. Han spekulerade nu kring möjligheten att med hjälp av denna nyfunna partikel kunna skapa tyngre grundämnen än det tyngsta man då kände till (uran med atomnumret 92).
År 1934 verkade han också ha lyckats då han med hjälp av sina neutroner experimenterat fram vad han trodde var "transuraner" (ämnen med högre atomnummer än uran) och menade att han nu påvisat ett nytt grundämne, nr 93. Detta togs också för att vara sanningen under några år, trots att den tyska kemisten Ida Noddack var kritisk och pekade på brister i Fermis validering (bekräftelse) av sitt försök. Med sin artikel "On element 93" (Om grundämne 93) några månader efter italienarens försök föreslog hon istället den vågade slutsatsen med ett paradigmskifte, och hon spekulerade:
"Det skulle kunna vara möjligt att när kärnor bombarderas med neutroner så bryts dessa kärnor upp i flera större fragment, vilka då är isotoper av kända ämnen, men inte grannar till de bestrålade ämnena."
Men ingen fysiker eller kemist tog Noddacks spekulation på fullt allvar eller testade den, inte ens Noddack själv som inte heller lagt fram några kemiska bevis. Tanken att tunga atomkärnor skulle kunna brytas ned till lättare grundämnen, och inte bara till grannar i det periodiska systemet, ansågs som helt motsatt till den vid tiden rådande vetenskapliga synen.

##### Återförenad duo

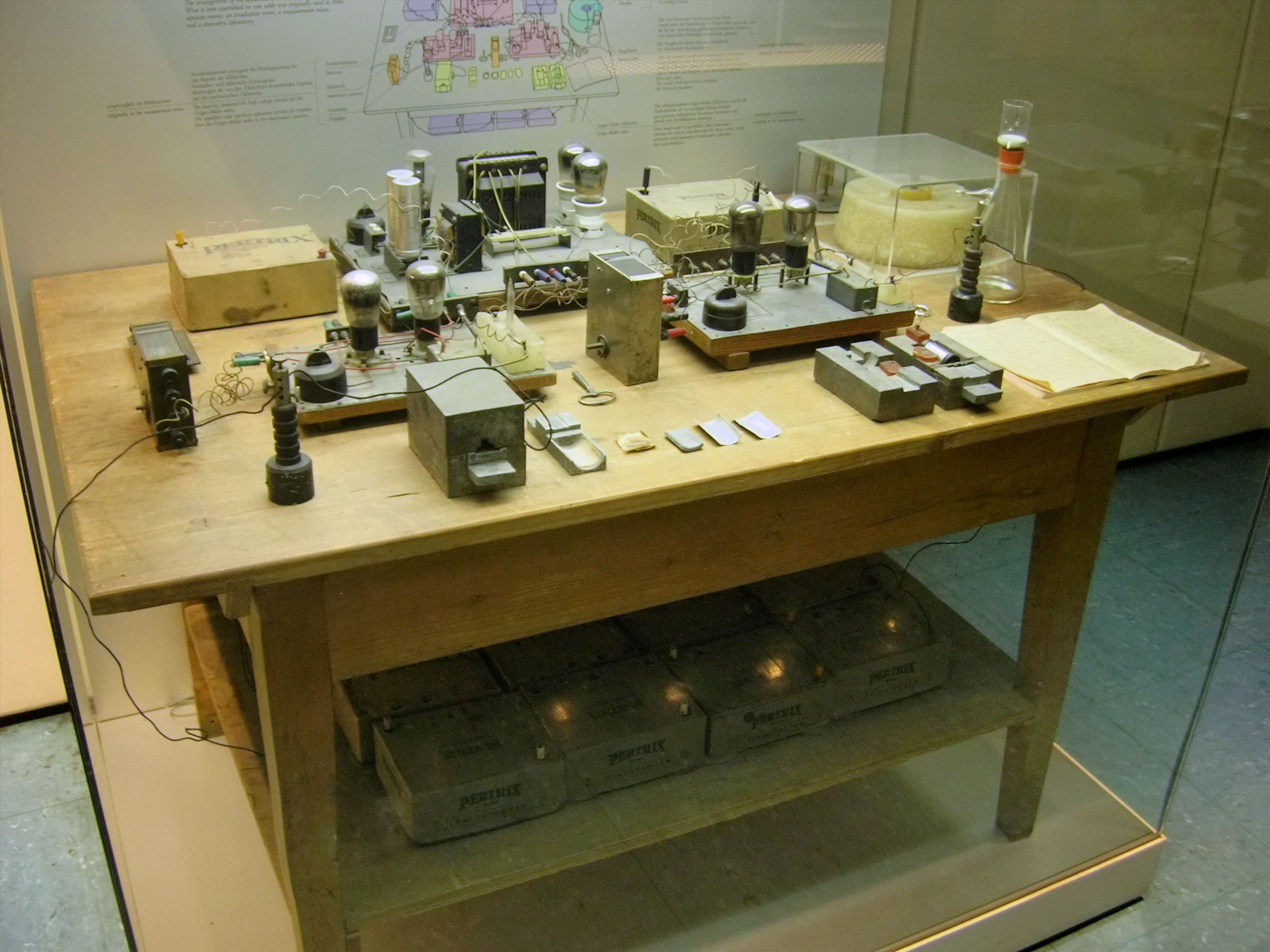
Hahns och Strassmanns uppsättning av experimentlabb under kärnklyvningsförsöken, rekonstruerat på Tyska museet i München.

Lise Meitner, som inte jobbat tillsammans med Hahn på 12 år, blev så fascinerad av Fermis forskning att hon beslöt att övertala sin gamla laboratoriepartner att återuppta deras samarbete – och nu forska vidare på neutronbestrålning och transuraner. Hahn samtyckte och snart var duon återförenad. Mellan åren 1934 och 1938 påvisade Hahn, Meitner och den förstnämndes elev och assistent, Fritz Strassmann, ett stort antal radioaktiva transmutationsprodukter som de alla ansåg vara "transurana". Trots en del misstolkningar blev trion de första forskarna att mäta halveringstiden på uran-239 och kemiskt fastställa att det var en isotop av uran. Gruppen var dock oförmögen att ta arbetet till sin logiska slutsats och att identifiera sönderfallsprodukten av u-239: neptunium. Denna slutsats drogs först senare av Edwin McMillan och Philip Abelson år 1940.
I juli 1938 tvingades Lise Meitner med hjälp och stöd av Hahn att via Amsterdam fly till Stockholm. Detta då hon med sin judiska härkomst och ett österrikiskt pass – som dittills skyddat henne –  nu var utsatt för stor fara efter Hitlers annektering av Österrike genom den så kallade Anschluss. Hahn fortsatte att arbeta med Strassmann och i slutet av 1938 under sina försök med neutronbestrålning av uran fann de bevis för isotoper av en alkalisk jordartsmetall i sina prover. Metallen upptäcktes med hjälp av en organisk bariumsalt som konstruerats av Wilhelm Traube – en judisk kemist som senare greps och mördades trots Hahns ansträngningar att rädda honom.

##### Förbryllande resultat
När duon upptäckte en andra grupp alkalisk jordartsmetall blev det problematiskt. Detta då metallen inte logiskt passade med de andra ämnena man dittills hittat. Hahn misstänkte inledningsvis att ämnet var konstgjort radium, producerat genom avspjälkning av två alfapartiklar (heliumjoner) från urankärnan. Men vid tiden var vetenskapen samstämmig i att denna process osannolikt skulle kunna lyckas och idén att omvandla uran till barium (genom att ta bort runt 100 nukleoner) sågs som befängd vilket fick Hahn att tveka om vad han egentligen fått fram i sitt experiment. Den 10 november, under ett besök i Köpenhamn, diskuterade Hahn sina resultat med Niels Bohr och Lise Meitner i hopp om att finna en förklaring.
Ytterligare förbättringar av tekniken Hahn och Strassmann använde sig av ledde till sist fram till ett avgörande experiment 16-17 december 1938, senare omtalad som "Radium-barium-mesothorium-fraktioneringen", som producerade ett förbryllande resultat. De tre isotoper man fått fram vid bestrålning av uran med neutroner betedde sig inte som radium (en i det periodiska systemet nära granne till uran och därför ett förväntat resultat), utan som barium. Hahn kunde själv inte riktigt förstå vad som hänt då han egentligen inte trodde på något som "konstgjort radium". Detta eftersom när radiumisotoper tillsattes till barium kunde de sedan också separeras från detsamma; men när han arbetade med neutronbestrålat uran fungerade inte denna uppdelning. Lise Meitner fick hjälpa till med lösningen. 
Den 19 december skrev Hahn det brev som senare kom att bli berömt:
"Klockan är nu 11 på kvällen. Vid 11.30 kommer Strassmann tillbaka så att jag kan gå hem så småningom. Det är nämligen något med radiumisotoperna som är så märkligt att vi för tillfället bara berättar det för dig {...} Våra radium-isotoper beter sig inte som radium utan som barium. {...} Kanske kan du föreslå någon fantastisk förklaring."

##### Meitner kommer på lösningen

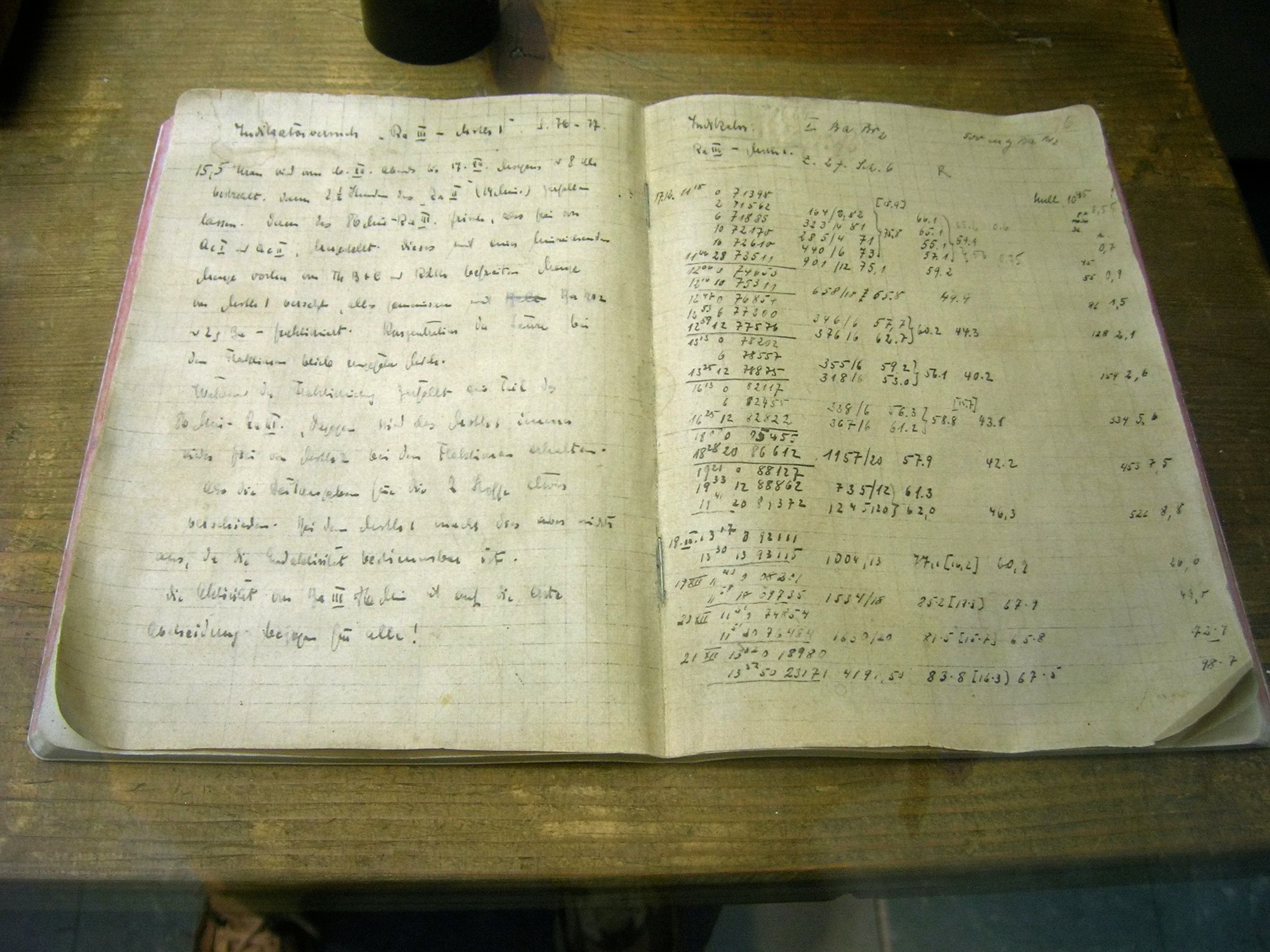
Hahns anteckningsbok från 1938.

Meitner och hennes systerson, den unge fysikern Otto Robert Frisch, tillbringade julhelgen 1938 hos Eva von Bahr-Bergius i Kungälv i Sverige. De diskussioner de därvid förde angående Hahns experiment ledde Meitner fram till en hypotes om kärnfission – en klyvning av urankärnan. Hennes beräkningar avseende massa och energi för de i försöket ingående partiklarna stärkte antagandet och strax före årets slut avsände hon ett brev till Hahn i vilket hon förde fram sin slutsats.
Efter mycket grubblande och nya tester var Hahn i januari 1939 tillräckligt övertygad om att Meitners hypotes var korrekt och att det faktiskt skedde ett bildande av nya, betydligt lättare grundämnen under experimentet – och inte tyngre som hade varit det väntade. Han ville därför revidera sina tidigare påståenden om "grannar till uran" och nu instämma i den Meitnerska slutsatsen att det han fått fram, genom kärnklyvning av uran, var grundämnena barium, lantan och cerium. I sin andra publikation om kärnklyvning (i Naturwissenschaften, 10 februari 1939) förutspådde Hahn och Strassmann existensen och frigörandet av ytterligare neutroner under klyvningsprocessen, som bara veckor senare genom studier av Frédéric Joliot och hans team, också bevisades som en kedjereaktion av klyvningen.
Det var kedjereaktionen under experimentet, som frigjorde nya neutroner och samtidigt skapade en stor mängd energi, som forskare världen runt ganska snart förstod innehöll en enorm, dittills outnyttjad potentiell kraft. Nyttjad på rätt sätt kunde den bli en stor tillgång för mänskligheten; nyttjad på fel sätt vore den ett ytterst kraftfullt vapen. Atomålderns tid hade kommit.

##### Upptäckten offentliggörs

Kärnklyvning.

Som den blygsamme kemist han var ville inte Hahn prata om "en revolutionerande upptäckt inom fysiken", men Meitners nu förfinade energiberäkningar för de ingående partiklarna stärkte än mer hypotesen om kärnklyvning (tyska: "Kernspaltung") – en term som myntades av systersonen Frisch och som senare blev internationellt känd. Under de närmaste månaderna publicerade Meitner och Frisch två artiklar vilka sammanfattade de teoretiska beräkningar som slutgiltigt bekräftade denna hypotes, dock utan att ge någon som helst referens till Meitners egen insats – något som hon vid tidpunkten ändå förstod: Hahn kunde inte under det rådande klimatet i Nazityskland ha ett officiellt samarbete med en judinna. Senare skrev Meitner:

"Upptäckten av kärnklyvning av Otto Hahn och Fritz Strassmann har öppnat upp en ny tidsålder i mänsklighetens historia. Den vetenskapliga prestation som ligger till grund för denna upptäckt förefaller mig vara så beundransvärd, eftersom den har uppnåtts utan någon teoretisk vägledning på rent kemisk väg."

Hahns assistent Fritz Strassmann förtydligande själv flera år senare:

"Fru professor Meitner har sagt att framgången kan tillskrivas kemin. Jag måste korrigera henne något. Detta eftersom kemin endast har medfört en isolering av de enskilda ämnena, men inte en exakt identifiering. För att kunna göra det var herr professor Hahns metod nödvändig. Så det är alltså hans förtjänst."

#### Emot naziregimen, internerad på Farm Hall

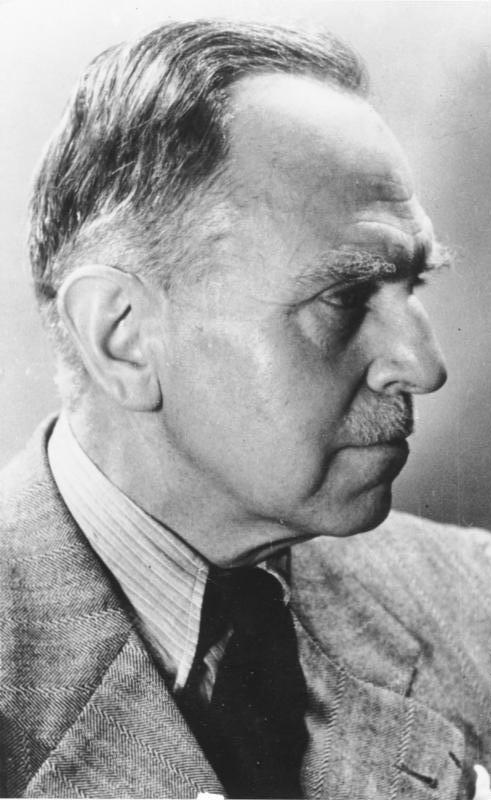
Hahn under interneringen på Farm Hall, 1945.

Under kriget arbetade Otto Hahn tillsammans med Fritz Strassmann och andra forskare på reaktioner vid uranklyvning. Vid krigets slut år 1945 hade han upprättat en lista med 25 grundämnen och ca 100 isotoper vars existens han hade påvisat. Tack vare sitt beslutsamma ingripande kunde också Hahn, som alltid hade varit motståndare till den nazistiska diktaturen, stödja ett stort antal medlemmar vid sitt institut, vars liv var i fara eller led av förföljelse, och hindra dem från att skickas till fronten eller utvisas. I detta hade han god hjälp av sin hustru Edith, som under flera år samlat in mat till judar som gömde sig i Berlin. Så tidigt som 1933 hade Hahn vägrat att bli medlem i det styrande Nazistpartiet vilket fått till följd att han fråntagits de ledande posterna vid två universitet. Han försökte också få andra forskare med på en gemensam protest mot avskedandet av judiska kollegor och personer med judiskt påbrå, särskilt Lise Meitner, Fritz Haber och James Franck, och avgick sedan från universitetet i Berlin när avskedandena trots allt ägde rum.
I slutet av andra världskriget, år 1945, misstänktes Hahn av de allierade för att arbeta på Nazitysklands kärnkraftsprogram för att utveckla en kärnreaktor eller en atombomb. Men hans enda koppling till påståendena var upptäckten av kärnklyvning, och han deltog aldrig i programmet. Hahn visade under krigets sista veckor att detta var sant då han överlämnade sig själv till de invaderande brittiska trupperna och begärde att föras till de brittiska myndigheterna. Han och nio andra tyska forskare (bland annat Werner Heisenberg) internerades i Farm Hall, Godmanchester, nära Cambridge i England från den 3 juli 1945 till 3 januari 1946. Medan de var där fick de kännedom om de amerikanska atombomberna som släppts över de japanska städerna Hiroshima och Nagasaki den 6 augusti och 9 augusti 1945. Hahn, som redan 1939 hade övervägt att ta sitt liv då han förstått att hans upptäckt om kärnklyvning skulle kunna användas som ett vapen, blev förtvivlad då han kände att han i och med sin upptäckt nu hade del i död och lidande för hundratusentals japaner. Tidigt i januari 1946 fick forskargruppen tillåtelse att återvända till Tyskland. Väl där fick Hahn försvara sig mot de uppgifter som gjorde gällande att han och de andra internerade forskarna på Farm Hall hade lämnat sådan fakta om kärnklyvning till USA att de senare kunnat göra en atombomb.

#### Nobelpris – till sist

##### Meitner förbisedd
Den 15 november 1945 tillkännagav Kungliga Svenska Vetenskapsakademien att Hahn hade tilldelats 1944 års Nobelpris i kemi "för hans upptäckt av fission av tunga atomkärnor". Ett stort antal fysiker och historiker, som dokumenterat upptäckten av kärnklyvning, menade dock att Meitner rimligen borde ha fått dela Nobelpriset med Hahn. Man ansåg att hennes hypotes var briljant och så djärv att Hahn utan Meitners analys, vid denna tidpunkt, svårligen skulle ha nått fram till sin tolkning av experimenten. Även om hon inte var på plats för de slutliga experimenten var det Meitner som hade startat projektet, samlat teamet, arbetat på det i nästan fyra år och slutligen tolkat resultaten. Blott månader efter offentliggörandet förnekade dock Hahn fortfarande att Meitner alls hade varit en viktig del av upptäckten.

##### Hahn frisläppt, mottar priset
Hahn satt dock fortfarande fängslad på Farm Hall då tillkännagivandet gjordes, och därför var hans vistelseort en hemlighet och det var omöjligt för Nobelkommittén att skicka honom ett lyckönskningstelegram. Istället fick han veta om sin utmärkelse genom tidningen Daily Telegraph. Han kunde dock inte delta i Nobelfestligheterna den 10 december då hans fångvaktare inte tillät honom att lämna Farm Hall.

"Hahn har säkert fullt förtjänat Nobelpriset i kemi, det råder inga tvivel om det."

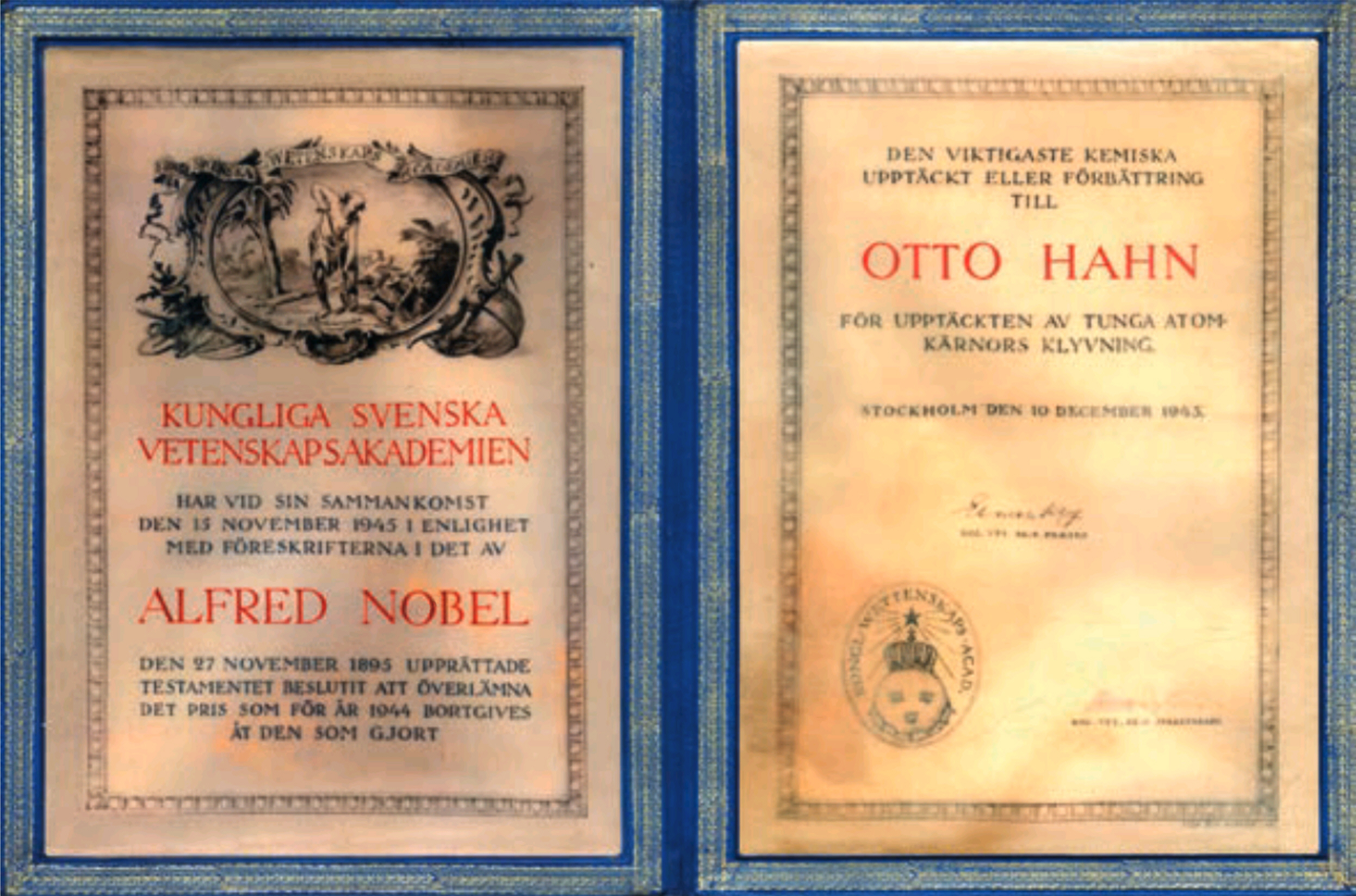
Hahns Nobelprisdiplom.

skrev Lise Meitner till sin vän Eva von Bahr-Bergius i november 1945, men lade också till att "Men jag tror att Frisch och jag har bidragit till något som inte är obetydligt för att klargöra uranfissionsprocessen – hur det händer och att det är förknippat med så mycket energiutveckling var väldigt långt borta i Hahns tankar.". Meitners före detta assistent Carl Friedrich von Weizsäcker spädde senare på med:

"Han gjorde sig verkligen förtjänt av detta Nobelpris, han skulle ha förtjänat det även utan att ha gjort denna upptäckt. Men att delningen av atomkärnan förtjänade ett Nobelpris, det stod klart för alla och envar.".

Hahn, som redan 1943 som utländsk ledamot hade valts in av den svenska Kungliga Vetenskapsakademien, deltog i Nobelfestligheterna året efter att han tilldelats priset. Den 10 december 1946 mottog han till sist Nobelprisets medalj och diplom ur konung Gustaf V:s hand.

#### Grundar nytt sällskap, verkar för fred
Från 1948 till 1960 fungerade Otto Hahn som ordförande i det av honom själv grundade Max Planck-sällskapet för främjandet av vetenskap, som genom hans outtröttliga arbete och världsomspännande respekterade personlighet lyckades återfå det goda rykte Kaiser Wilhelm-sällskapet en gång hade haft. Omedelbart efter andra världskriget verkade Hahn för avskaffandet av atombomber och pekade på Hiroshima och Nagasaki som avskräckande exempel på användandet av kärnenergi för militära ändamål. Han såg tillämpningen av hans egna vetenskapliga upptäckter för militära framsteg som ett missbruk, ett brott. Följaktligen grundade han Mainaudeklarationen från 1955, där ett stort antal nobelpristagare uppmärksammade farorna med kärnvapen och varnade nationer i världen för användning av "våld som en sista utväg".
Hahn var också och en av författarna till Göttingenmanifestet från 1957 i vilket han tillsammans med 17 ledande tyska atomforskare protesterade mot en föreslagen kärnvapenbeväpning av den nya västtyska krigsmakten (Bundeswehr). I januari 1958 undertecknade han ett överklagande till FN för ett "omedelbart ingående av ett internationellt avtal för att stoppa kärnvapenprov", och i oktober skrev han under han det internationella avtalet för att kalla till ett möte för att utarbeta en ny "världskonstitution". Ända fram till sin död tröttnade han aldrig på att varna för farorna med kapprustningen mellan stormakterna USA och Sovjet och av en radioaktiv kontamination (nedsmutsning) av vår planet. 
Från 1957 var Hahn flera gånger nominerad till Nobels fredspris av ett antal organisationer, däribland den största franska fackföreningen Confédération Générale du Travail (CGT). Linus Pauling, Nobelpristagare 1962, beskrev Otto Hahn som "...en inspiration för mig."

#### Resan till Israel, nobben av Sydafrika och sista resan utomlands

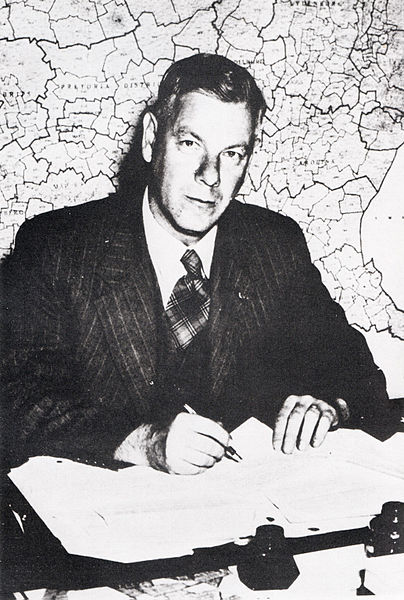
Hahn tackade nej till Verwoerds och Sydafrikas apartheidregim.

I november 1959 reste Hahn tillsammans med sonen Hanno och en delegation från Max Planck-sällskapet (med bland andra Feodor Lynen och kärnfysikern Wolfgang Gentner) till Israel, företrädande Weizmann-Institut für Wissenschaften för att knyta de första vetenskapliga kontakterna med israeliska kollegor. De träffade då bland annat Abba Eban, tidigare president för institutet och senare utrikesminister, professorerna Yigael Yadin, Giulio Racah och Yehuda Hirshberg från hebreiska universitetet i Jerusalem. Vera Weizmann, änkan till Israels första president Chaim Weizmann, gav en middag och mottagning för att hedra Hahn som hållit ett hyllat tal i Rehovot. Besöket av Hahn och hans delegation, sex år före upprättandet av diplomatiska förbindelser, markerade en vändpunkt i förhållandet mellan Israel och Västtyskland och bidrog avsevärt till att överbrygga den djupa klyfta Förintelsen och andra nazistiska brott skapat mellan de två länderna. Sedan 1989 har denna resa uppmärksammats som en historisk händelse inkluderad i andra flera minneshändelser länderna emellan.
År 1965 nekade Hahn en inbjudan från den sydafrikanska regeringen Verwoerd att invigda det första kärnforskningscentret i landet och den första kärnreaktorn på den afrikanska kontinenten. Han motiverade beslutet med att det för honom var "omöjligt att på något sätt stödja den rasistiska apartheidregimen och diskrimineringen och förtrycket av den svarta befolkningen". När Miriam Makeba fick beskedet att hon skulle få motta 2001 års Otto Hahn Peace Medal för sin kamp mot apartheid och för mänskliga rättigheter i Sydafrika, svarade hon spontant med känslomässigt erkännande: "Åh, jag skulle ha älskat honom! En stor man! Han var verkligen min bror!"
I juli 1966 besökte Otto Hahn den tjeckiska staden Jáchymov för att delta i avtäckandet av ett minnesmärke till minne av Marie och Pierre Curie och för att hålla tal. Detta skulle bli den snart 87-årige Hahns sista resa utomlands. Här träffade han också František Běhounek, en elev till Marie Curie som hade experimenterat med Hahns upptäckt mesotorium I (radium 228). Under en middag försågs Hahn av borgmästaren med "Prags hedersnycklar"; detta i tacksamhet för och erkännande av Hahns outtröttliga internationella fredsarbete.

#### Utmärkelser och priser
Förutom Nobelpriset erhöll Hahn åtskilliga statliga och akademiska utmärkelser från hela världen under sin levnad. Han invaldes som medlem eller hedersmedlem i 45 akademier och vetenskapliga sällskap (bland dem Royal Society i London och akademierna i Allahabad (Indien), Bangalore (Indien), Boston (USA), Bukarest, Köpenhamn, Helsingfors, Lissabon, Madrid, Rom, Stockholm, Wien) och fick 37 av de högsta nationella och internationella ordnar och medaljer (bland dem Max Planck-medaljen, Becquerel-medaljen, Marie Curie-medaljen, Copernikus-priset, den gyllene Paracelsus-medaljen från Schweiz och Faraday-medaljen från brittiska Chemical Society). År 1959 gjorde president de Gaulle i Frankrike honom till Officer i Hederslegionen och i Tyskland blev han utnämnd till riddare av orden Pour le mérite für Wissenschaft und Künste och han erhöll också Förbundsrepubliken Tysklands förtjänstorden i ett par olika versioner. År 1961 tilldelade påven Johannes XXIII honom guldmedalj i den påvliga akademin. Hahn blev också hedersmedborgare i städerna i Frankfurt am Main, Göttingen och Berlin; han tackade dock nej till bland andra Magdeburg och Moskva.
År 1966 tilldelade USA:s president Lyndon B. Johnson och USA Atomic Energy Commission Hahn (tillsammans med Lise Meitner och Fritz Strassmann) Enrico Fermi-priset. Detta var enda gången priset delats ut till icke-amerikaner.
I slutet av 1999  publicerade det tyska nyhetsmagasinet Focus en undersökning av 500 ledande naturvetare, ingenjörer och läkare om de viktigaste forskarna under 1900-talet. I undersökningen röstades den experimentella kemisten Otto Hahn – efter teoretiska fysiker Albert Einstein och Max Planck – fram som nummer tre på listan (med 81 poäng) och därmed som den viktigaste empiriska forskaren av sin tid.

#### Hahns död

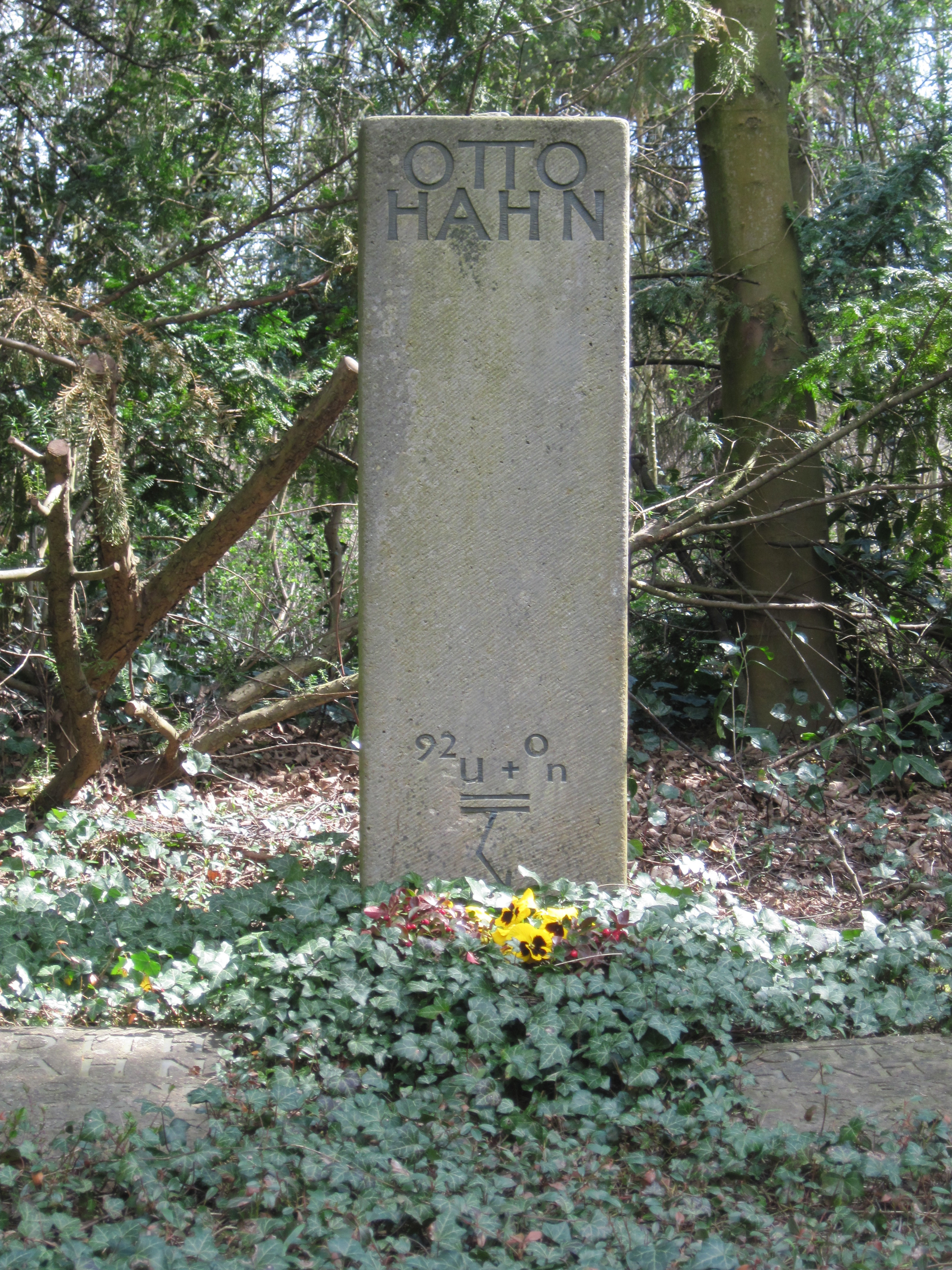
Hahns grav i Göttingen.

Dagen efter Otto Hahns död 28 juli 1968, hemma i Göttingen, vid en ålder av 89 år, publicerade Max Planck-sällskapet följande dödsannons i alla större tidningar:

"Vår hedersordförande Otto Hahn har, inne på sitt 90:e levnadsår, den 28 juli somnat in. Som grundare av atomåldern kommer hans namn att gå till historien. Tyskland förlorar med honom en lärd man som utmärkte sig genom lika delar av integritet och inre ödmjukhet. Max Planck-sällskapet sörjer sin grundare, som fortsatte att upprätthålla Kaiser Wilhelm-sällskapets traditioner och uppgifter efter kriget, men också en snäll och älskad person som ingen som fick träffa honom kommer att glömma. Hans verk kommer att bestå. Vi minns honom med stor tacksamhet och vördnad."

Trots Hahns officiella hållning kring upptäckten av kärnklyvning, där han förringat den roll Lise Meitner hade haft i det hela, förblev de båda vänner livet ut. Meitner informerades aldrig om Hahns död då hon själv hade dålig hälsa, och hon dog bara månader efter sin arbetspartner.
Hahn ligger begravd på kyrkogården i Göttingen.

## Hahns privata intressen

### Bergsbestigning

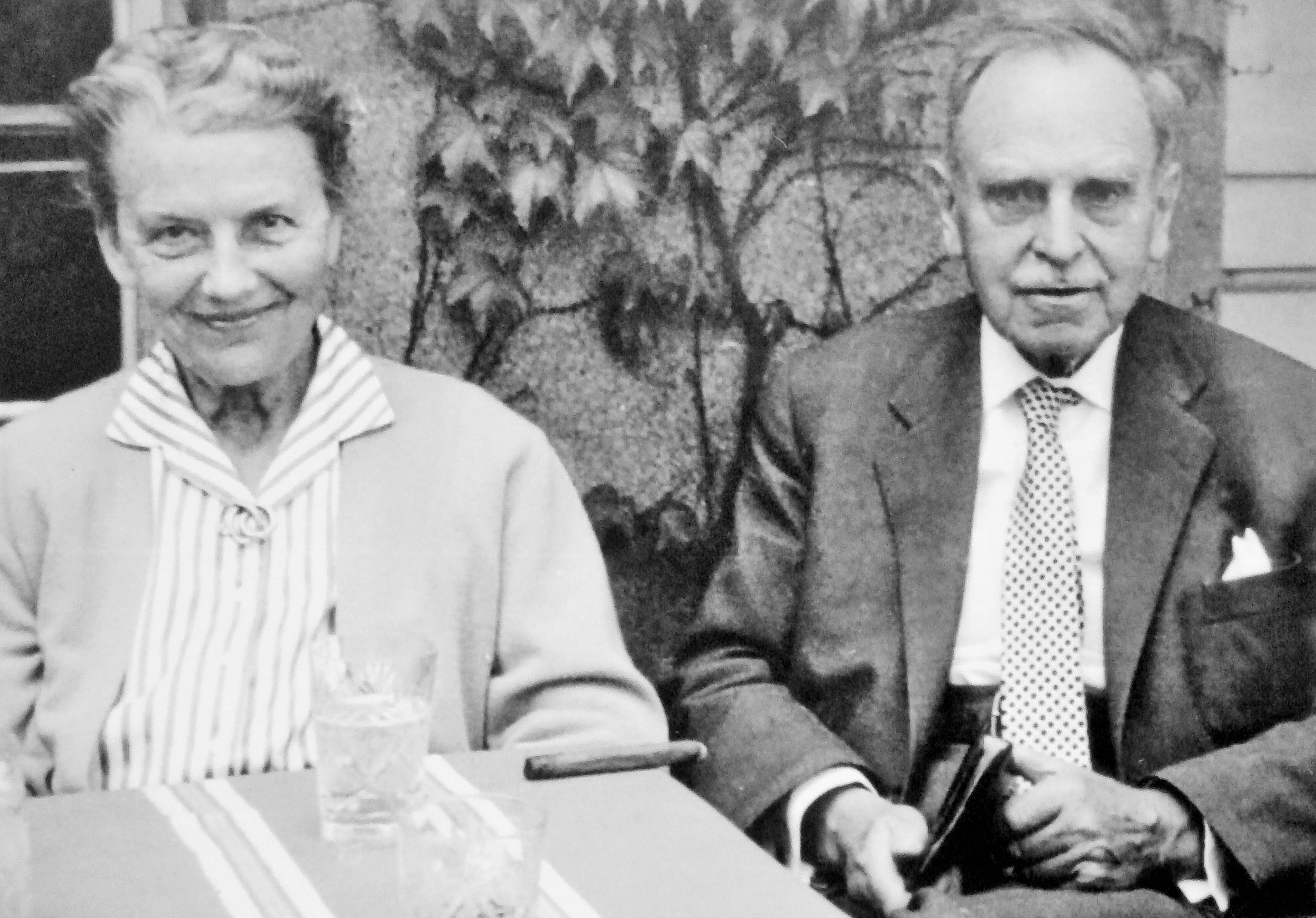
Otto och hans fru Edith, 1959.

År 1898 var första gången då Otto Hahn andades alpin luft på stigningen till det högsta berget i Tyskland, Zugspitze, och genast fattade han kärlek till bergen. Det blev därpå dock en paus i klättrandet på flera år på grund av studier i London och Montreal. Slutligen, 1907, kunde han återuppta sitt andra liv då han blev medlem i den Tysk-österrikiska alpinföreningen och senare samma sommar klättrade han i Ötztalalperna och Wildspitze. År 1911, när Kaiser Wilhelm-sällskapet grundades i Berlin, var Hahn i Schweiz och tampades med bland annat Matterhorn och Dent Blanche. År 1922 överlevde han klättringar i Grossglockner och Kitzsteinhorn i Tauern och 1930 bekantade han sig med Mönch, Jungfrau och Finsteraarhorn i alperna kring Bern. År 1927 var han med sin fru på Allalinhorn och året därefter på toppar på gränsen mellan Italien och Schweiz. Själv benämnde Hahn med största respekt klättringarna i Lenzspitze och Nadelgrat i Mischabel i Saas-Fee som hans svåraste företag i hans hobbyverksamhet. Familj och vänner vittnade om att Hahn förberedde sina turer med samma omsorg och noggrannhet som sina laboratorieförsök.

### Husdjur
Hahn och hans fru Edith hade i sin villa i Dahlem alltid flera katter, bland annat "Muzie" som sonen Hanno år 1939 i tidningen "Unsere Katze" (Vår katt) publicerade en berättelse kring. Man hade också en hund, en fransk Briard som hette Tommy. Vidare fanns en terrarium med en lövgroda, kallad "Möppi", som gillade att fånga flugor på sin fritid varför han sågs som en lugnande karaktär. På Hahns laboratorium var de yngre anställda ibland ombedda att fånga "färska flugor" som en autentisk anekdot från tiden också visar:

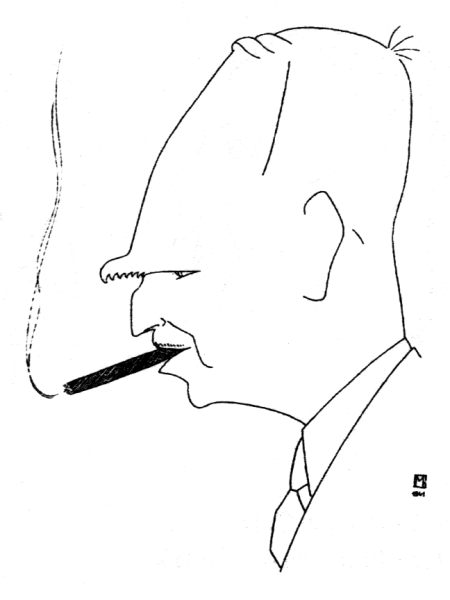
Karikatyr av Hahn, gjord av Gheorghe Manu.

"Otto Hahn i dialog med en ung laboratorieassistent: 'Fångade du flugorna utanför din tjänstgöringstid?' – 'Naturligtvis Herr Professor!'" – 'Bra. Annars kommer de inte att smaka min groda!'"

### Musik
Under hela sitt liv var Hahn en stor musikälskare, som han kallade sig, som gillade att gå på konserter och operauppträdanden om möjligt. Då han i sin ungdom var exalterad över Richard Wagners alster blev hans musikaliska intresse mer selektivt och mångsidigt när han blev äldre. Han föredrog då verk av Beethoven, Brahms och Tjajkovskij och tillhörde före första världskriget med sin tenorröst en kör i Berlin och han deltog ibland också i musikkvällar med familjerna Planck och Harnack.

### Namnet lever vidare

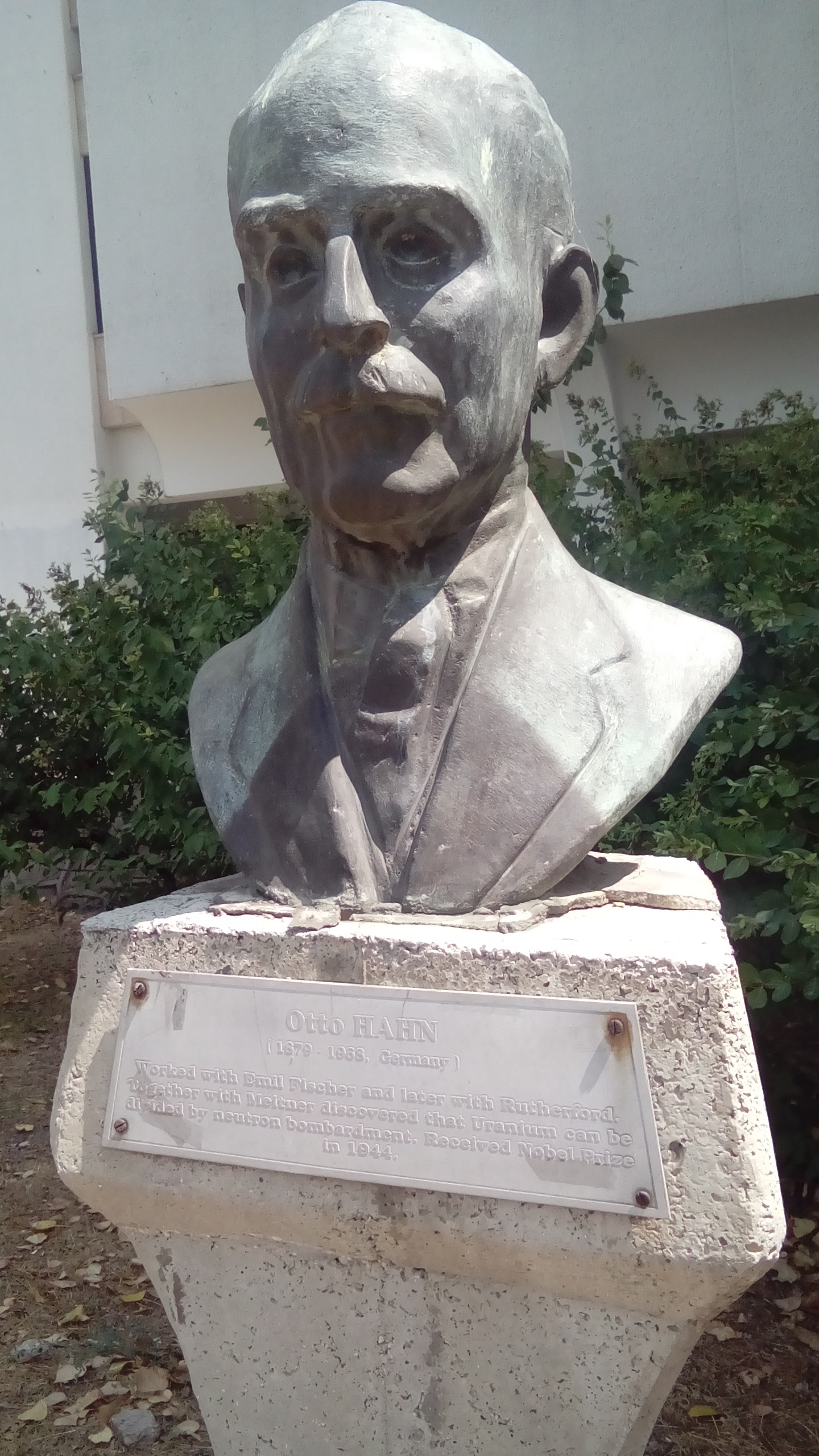
En byst av Hahn i på tekniskt universitet i Ankara, Turkiet.

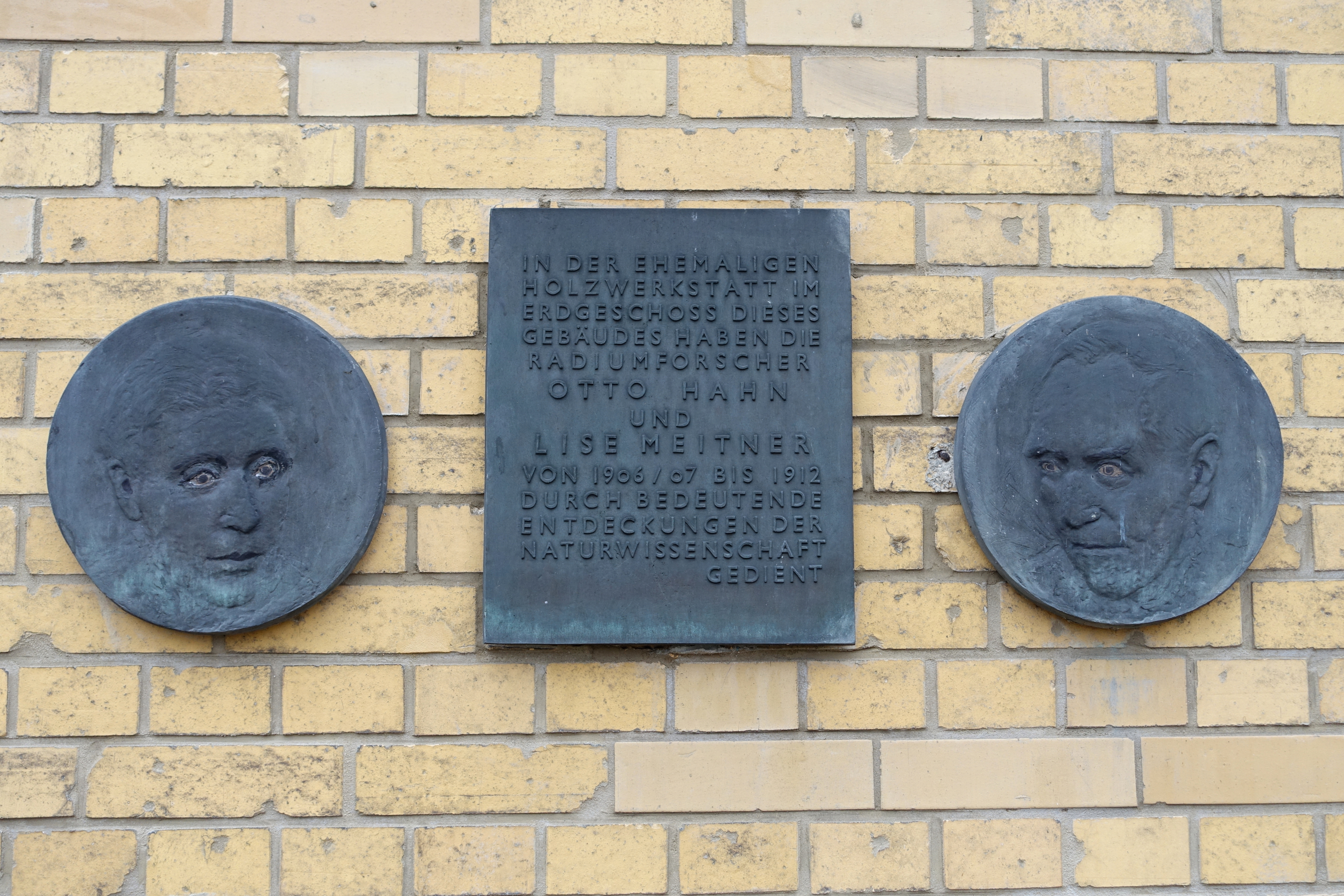
Minnestavla över Hahn och Meitner i Berlin.
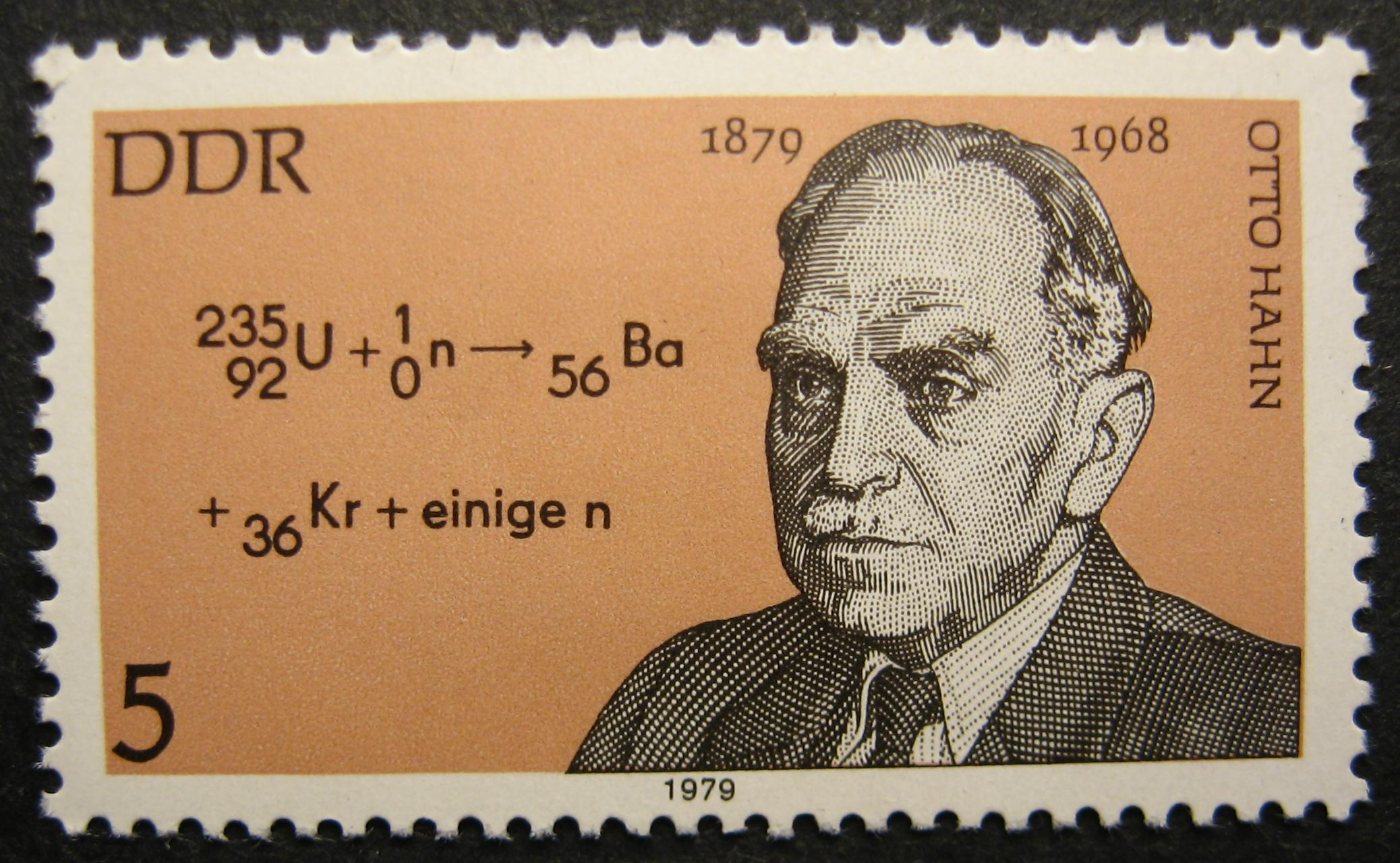
Hahn som frimärke i DDR 1979.
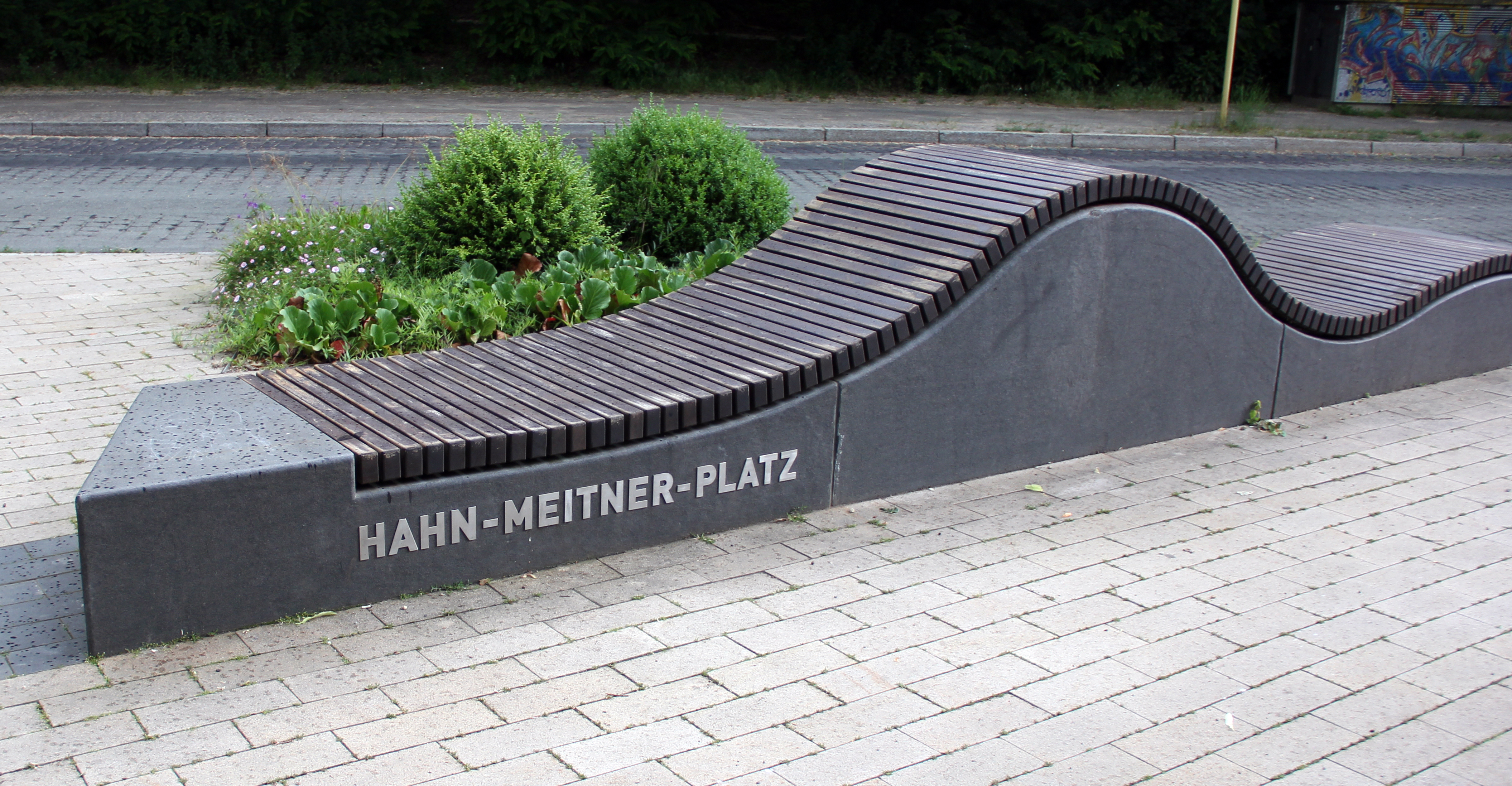
Hahn-Meitner-Platz i Berlin.
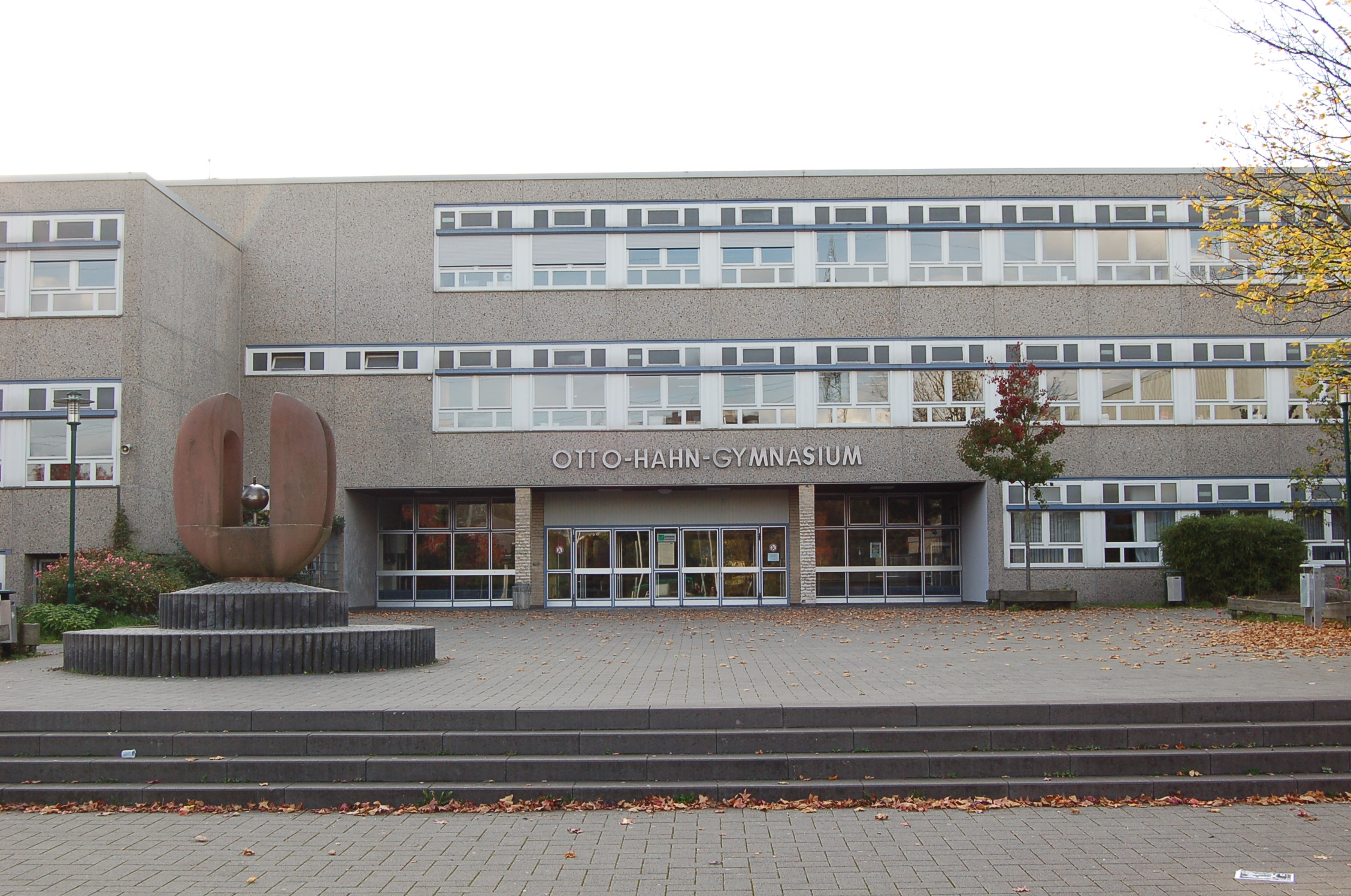
Otto Hahn-gymnasium Monheim am Rhein.
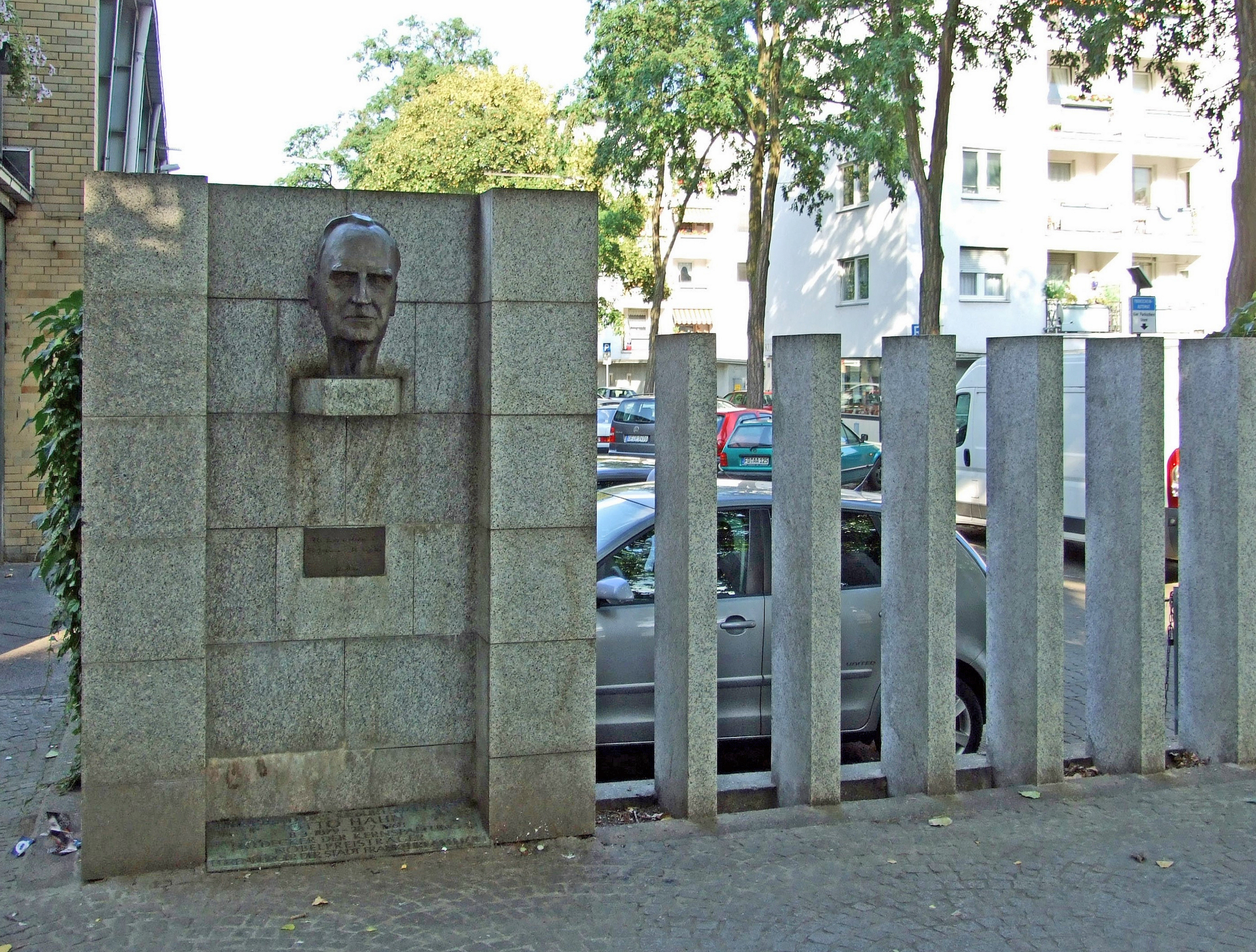
Minnesmärke där Hahns föräldrahem en gång fanns.